# Atentado ao trem Thalys
O atentado ao trem Thalys ocorreu em 21 de agosto de 2015, quando um homem abriu fogo contra um trem da rede ferroviária Thalys que ia de Amsterdã rumo a Paris. Quatro pessoas ficaram feridas, incluindo o agressor. Passageiros franceses, americanos e britânicos confrontaram o agressor e o subjugaram quando seu rifle travou. Por seu heroísmo, receberam a mais alta condecoração da França, a Ordem Nacional da Legião de Honra. O agressor, mais tarde identificado como Ayoub El Khazzani, inicialmente alegou ser apenas um ladrão, mas depois confessou que queria "matar americanos" como vingança pelos atentados na Síria.

## Filme
O evento foi dramatizado como o filme The 15:17 to Paris (2018), dirigido por Clint Eastwood com Sadler, Skarlatos e Stone interpretando a si mesmos.